# Lapassalan Jiravechsoontornkul
Lapassalan Jiravechsoontornkul (tiếng Thái: ลภัสลัล จิรเวชสุนทรกุล, phiên âm: La-ba-sa-lan Chi-ra-vét-sun-thon-cun, sinh ngày 7 tháng 12 năm 1994) còn có nghệ danh là Mild (มายด์), là một nữ diễn viên và người mẫu người Thái Lan. Cô được biết đến với cái tên Maewnam trong sê-ri phim truyền hình Thái Lan xấu xí 2015: Đừng. Cô là một trong những ngôi sao truyền hình nổi tiếng nhất ở Thái Lan.

## Phim tham gia

### Phim truyền hình / Series
| Năm  | Phim                                                | Phần                                    | Vai                                       | Đóng với                                      | Đài         | Nguồn         |
| ---- | --------------------------------------------------- | --------------------------------------- | ----------------------------------------- | --------------------------------------------- | ----------- | ------------- |
| 2013 | Nong Mai Rai Borisut                                |                                         | Numking                                   |                                               | CH3         |               |
| 2013 | Rak Jad Tem                                         |                                         | Wai                                       |                                               | CH3         | [ 5 ]         |
| 2013 | Hormones Tuổi nổi loạn                              |                                         | Mint [bạn gái Mhog]                       | (khách mời)                                   | OneHD       | [ 6 ]         |
| 2013 | Fry Day I'm in Love                                 |                                         | Cee                                       |                                               | Youtube     |               |
| 2013 | Dao Kiao Duen Anh là trăng, em là sao               |                                         | พิมพ์ไทย                                    |                                               | CH3         | [ 7 ]         |
| 2014 | Suae See Foon                                       |                                         | Ong                                       |                                               | CH3         | [ 8 ]         |
| 2015 | Cô vịt xấu xí                                       | Don't (Vịt nhát)                        | Maewnam                                   | Jirakit Thawornwong & Chatchawit Techarukpong | GMM25       | [ 9 ]         |
| 2016 | Kiss: The Series                                    | Natural Kiss                            | Sandee                                    | Jirakit Thawornwong                           | GMM25       | [ 10 ]        |
| 2016 | Love Songs Love Stories                             | Mai Kang Ying Pae                       | Minnie                                    | Thiti Mahayotaruk                             | GMM25       | [ 11 ]        |
| 2016 | I See You: The Series                               |                                         | Chayanit Krongboon (New)                  | Thanapob Leeratanakajorn                      | GMM25       | [ 12 ]        |
| 2017 | U- Prince Series Chàng hoàng tử trong mơ            | Badly Politics - Chàng hoàng tử ma mãnh | Cherimart Thaniya Thanakorn (Cherry Milk) | Thanat Lowkhunsombat                          | GMM25       | [ 13 ]        |
| 2017 | Love and Lies Chuyện tình làng giải trí             |                                         | Belle                                     | Jung ll-woo                                   | True4u      | [ 14 ] [ 15 ] |
| 2017 | Under Her Nose                                      |                                         | Taenjai                                   |                                               | WorkpointTV | [ 16 ]        |
| 2017 | Rock Letter                                         |                                         | Ai                                        | Phupoom Pongpanu                              | CH3         | [ 17 ]        |
| 2017 | Love Songs Love Series                              | Please Send Someone to Love Me          | Chin                                      | Rueangritz Siriphanit                         | GMM25       | [ 18 ]        |
| 2017 | Love Books Love Series                              | Secret & Summer                         | Summer                                    | Pathompong Reonchaidee                        | GMM25       | [ 19 ]        |
| 2018 | Kiss Me Again Hôn thì có gì khó                     |                                         | Sandee                                    |                                               | GMM25       | [ 20 ]        |
| 2018 | The Judgement                                       |                                         | Lookkaew                                  | Nontanun Anchuleepradit                       | GMM25       | [ 21 ]        |
| 2018 | Happy Birthday Ngày sinh ngày tử                    |                                         | Thannam                                   | Puttichai Kasetsin                            | GMM25       | [ 20 ]        |
| 2018 | Social Syndrome                                     | (The Lucky One)                         | Mew Mint                                  | Thiti Mahayotaruk                             | LineTV      | [ 20 ]        |
| 2019 | Switcher family 2                                   |                                         | Ming                                      | (khách mời)                                   | GMM25       | [ 22 ]        |
| 2019 | 3 Will Be Free 3 chúng ta phải sống sót             |                                         | Miw                                       | Tawan Vihokratana & Way-ar Sangngern          | OneHD       | [ 23 ]        |
| 2019 | Plerng Ruk Plerng Kaen Lửa yêu lửa hận              |                                         | Fei                                       |                                               | CH3         | [ 24 ]        |
| 2019 | Dark Blue Kiss                                      |                                         | Sandee                                    |                                               | GMM25       |               |
| 2020 | Girl Next Room                                      | (Richy Rich) chính                      | Duchess / Daenglek                        | Jumpol Adulkittiporn                          | GMM25       | [ 25 ]        |
| 2020 | Oum Rak Game Luang Hoán đổi cục cưng                |                                         | Tokyo                                     |                                               | OneHD       | [ 26 ]        |
| 2020 | Spark Jai Nai Jom Ying Trái tim chàng kiêu ngạo     |                                         | Anna                                      | Naphat Siangsomboon                           | CH3         |               |
| 2021 | Duang Jai Nai Montra Trái tim chàng si tình         |                                         | Meeka                                     | (khách mời)                                   | CH3         |               |
| 2021 | 46 Days                                             |                                         | Noyna                                     | Jumpol Adulkittiporn                          | GMM25       |               |
| 2022 | Spark Jai Nai Jom Ying 2 Trái tim chàng kiêu ngạo 2 |                                         | Anna                                      | Naphat Siangsomboon                           | CH3         |               |
|      | Sai Lub Lip Gloss                                   |                                         | Namporn                                   | Itthipat Thanit                               | CH3         | [ 27 ]        |

### Phim điện ảnh
| Năm  | Tựa             | Vai     | Nguồn  |
| ---- | --------------- | ------- | ------ |
| 2013 | Jit Sam Pat 3D  | Gaew    | [ 28 ] |
| 2013 | Love Syndrome   | English |        |
| 2013 | Super Salaryman | Bo      |        |
| 2015 | Ratijut Tee 6   | Fern    |        |

### Phim ngắn
| Năm  | Tựa                  | Phần                                    | Vai  | Với             | Nguồn  |
| ---- | -------------------- | --------------------------------------- | ---- | --------------- | ------ |
| 2013 | Real love is crushed | Love Chemistry This love has no formula | Sine |                 | [ 29 ] |
| 2014 | Mr.Peter's Project   |                                         | Jane | Nadech Kugimiya | [ 29 ] |

### MV
| Năm  | Tựa                                 | Ca sĩ                                        | Nguồn  |
| ---- | ----------------------------------- | -------------------------------------------- | ------ |
| 2554 | "บทเพลงรักแห่งแผ่นดิน"                  | รวมศิลปิน                                      |        |
| 2555 | "ข้างกาย"                            | วอตเอเวอร์ (Whatever)                         | [ 30 ] |
| 2555 | "แค่ของเลียนแบบ"                      | นนทนันท์ อัญชุลีประดิษฐ์                            |        |
| 2555 | "ถ้าความคิดถึงฆ่าคนได้"                  | สมิทธิ์ อารยะสกุล                                |        |
| 2555 | "สตรอว์เบอร์รีเครซี" (Strawberry Crazy) | มัมมีแดดดี (Mummy Daddy)                        | [ 31 ] |
| 2556 | "บ่ายสอง"                            | นนทนันท์ อัญชุลีประดิษฐ์                            | [ 32 ] |
| 2559 | "ความคิดถึงทะลุสายฝน"                  | มัชรูมฮันเตอร์ (Mushroom Hunter) และจุลจักร จักรพงษ์ | [ 33 ] |
| 2559 | "บันทึกในใจ"                          | สลีปรันเวย์ (Sleep Runway)                      | [ 34 ] |

### Chương trình
| Năm  | Tựa                                                   | Kênh           | Nguồn  |
| ---- | ----------------------------------------------------- | -------------- | ------ |
| 2014 | Zoo Land                                              | Thairath TV    | [ 35 ] |
| 2014 | Very Girls Story                                      | Ch. 69, Ch. 79 | [ 36 ] |
| 2020 | We Got Married (Thai ver) với Pongsakorn Mettarikanon | TrueID         |        |

### Internet
- รายการ Itmild ช่อง GoodDayOfficial ทางยูทูบ

### Ads
- Farmhouse
- Penny Wafer Roll